# Graptophyllum pictum
Graptophyllum pictum, também conhecida popularmente como Planta-caricata, é um arbusto perene da família das Acanthaceae. Sendo originaria da Nova Guiné. É uma planta de clima tropical, subtropical e equatorial, não suporta temperaturas muito frias, inferiores a 12 °C. Gosta de meia sombra, de pelo menos 3 horas por dia, não é recomendável deixar em períodos de sol fortes e extensos. É um arbusto de porte médio, pelo fato de seu tamanho ficar na casa dos 2 ou 3 metros. Suas cores podem variar desde tons verdes claros com nervuras esbranquiçadas a folhas verde-escuro com nervuras roxas, e suas flores são bem pequenas, e que se produzem em um pequeno galho. Suas cores podem variar de tons de branco com roxo em seu interior a tons de rosa/roxo. Pode pegar pragas com muita facilidade caso esteja em condições propensas (falta de vitaminas, por exemplo), tais como pulgão, formigas, cochonilhas, etc.